# Käseblatt
Der Begriff Käseblatt taucht im Zusammenhang mit Druckerzeugnissen in zwei Bedeutungen auf.

## Anzeigenblatt
Der Volksmund versteht unter dem Käseblatt eine kostenlos an alle Haushalte verteilte Zeitung mit überwiegend Werbeanzeigen, wobei der Begriff allgemein in abwertender Weise gebraucht wird. Der Duden Band 1 erklärt den Begriff in der gedruckten 24. Auflage von 2006 mit: „ugs. für niveaulose Zeitung“. In der aktuellen Onlineausgabe steht unter Bedeutung: „kleine, unbedeutende Zeitung“. Laut Duden ist der Begriff Wurstblatt ein Synonym. In gedruckter Form wird der Begriff Käseblatt sehr selten verwendet. Eine Glosse im Kölner Stadt-Anzeiger vom 22. Januar 2021 ist eine Ausnahme.

## Diddls Käseblatt
Eine Zeitschrift mit diesem Namen wurde zu der Cartoonfigur Diddl des Zeichners Thomas Goletz erstmals im Jahr 2004 herausgegeben.